# 500-km-Rennen auf dem Nürburgring 1967

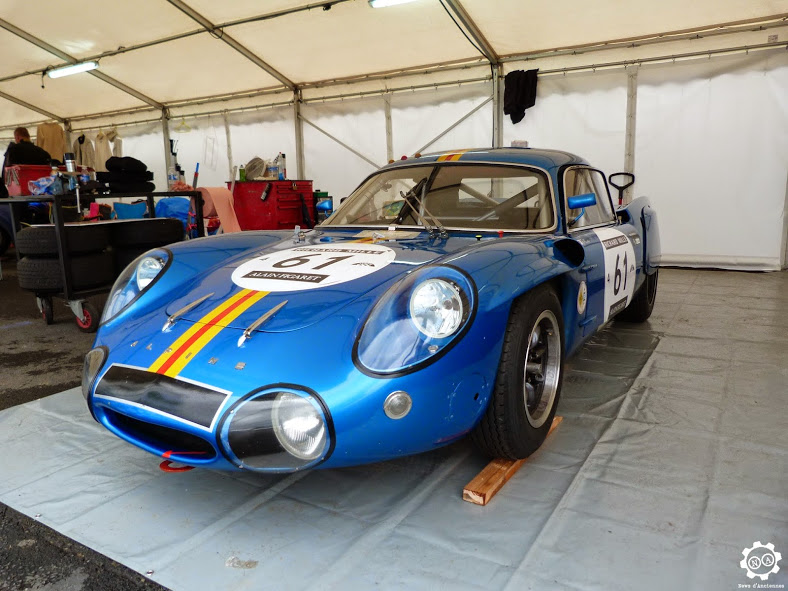
Siegerwagenmodell Alpine A210

Das achte 500-km-Rennen auf dem Nürburgring, auch ADAC 500-km-Rennen Nürburgring, wurde am 3. September 1967 auf der Nordschleife des Nürburgrings ausgefahren und war der 14. Und letzte Wertungslauf der Sportwagen-Weltmeisterschaft dieses Jahres.

## Das Rennen
Erneut fanden in einem Jahr zwei Weltmeisterschaftsrennen auf der Nordschleife des Nürburgrings statt. Das 1000-km-Rennen fand am 28. Mai statt und endete mit dem Gesamtsieg von Udo Schütz und Joe Buzzetta auf einem Werks-Porsche 910.
Die schnellste Rundenzeit im Qualifikationstraining erreichte Mauro Bianchi, der einen Alpine A210 fuhr, mit einer Zeit von 9:23,900 Minuten. Eine Runde später musste Bianchi auf der Strecke anhalten, da ein Kabelbrand die Benzinleitung entzündet hatte und der Wagen zu brennen begann. Die Streckenposten konnten das ausbrechende Feuer schnell unter Kontrolle bringen und die Alpine-Mechaniker reparierten das Fahrzeug in der Nacht vor dem Rennen wieder vollständig. Im Rennen führte Bianchi bis zur Halbzeit, dann musste er wegen eines Kupplungsschadens aufgeben. Für Alpine gab es dennoch einen Erfolg, da Bianchis Teamkollege Roger Delageneste den Gesamtsieg einfuhr.

## Ergebnisse

### Schlussklassement
| 1               | P 1.6  | 2   | Automobiles Alpine           | Roger Delageneste           | Alpine A210                 | 22 |
| 2               | S 1.3  | 42  | Abarth                       | Ernst Furtmayr              | Abarth 1300 OT              | 22 |
| 3               | S 1.3  | 44  | Abarth                       | Johannes Ortner             | Abarth 1300 OT              | 22 |
| 4               | P 1.6  | 5   | Racing Team VDS              | Teddy Pilette               | Alfa Romeo Giulia TZ2       | 22 |
| 5               | S 1.3  | 43  | Abarth Corse                 | Erich Bitter                | Abarth 1300 OT              | 22 |
| 6               | T 1.6  | 77  | Hähn                         | Herbert Schultze            | Alfa Romeo GTA              | 21 |
| 7               | T 1.6  | 73  | Serge Trosch                 | Serge Trosch                | Alfa Romeo GTA              | 21 |
| 8               | T 1.6  | 79  | Dieter Fröhlich              | Dieter Fröhlich             | Alfa Romeo GTA              | 21 |
| 9               | P 1.3  | 22  | Richard Groves               | John Moore                  | Ginetta G12                 | 21 |
| 10              | T 1.6  | 78  | Dieter Gleich                | Dieter Gleich               | Alfa Romeo GTA              | 21 |
| 11              | GT 1.0 | 58  | Motor Racing Stables         | Tetsu Ikuzawa               | Honda S800                  | 20 |
| 12              | S 1.3  | 46  | Diva Cars                    | Doug Mockford               | Diva GT                     | 20 |
| 13              | T 1.3  | 99  | Altenhofen                   | Toni Brenn                  | Alfa Romeo 1300 GT Junior   | 20 |
| 14              | S 1.6  | 39  | Bardahl Switzerland          | James-Bernard Fortmann      | Lotus Elan                  | 19 |
| 15              | P 1.3  | 25  | Mike Walton                  | Mike Walton                 | Abarth 1000SP               | 19 |
| 16              | P 1.3  | 23  | Richard Groves               | Howard Fawsitt              | Austin-Healey Sprite        | 19 |
| 17              | P 1.6  | 6   | Mark Konig                   | Mark Konig                  | Nomad Mk.1                  | 19 |
| 18              | S 1.6  | 31  | Don Marriott                 | Don Marriott                | Lotus Elan                  | 19 |
| 19              | T 1.0  | 107 | Gustav-Dieter Edelhoff       | Gustav-Dieter Edelhoff      | Fiat-Abarth 1000 Berlinetta | 19 |
| 20              | T 700  | 111 | Caltex Racing                | Heinz Liedl                 | Steyr-Puch 600TR            | 19 |
| 21              | P 1.3  | 21  | Marcos                       | Jackie Bond-Smith           | Marcos Mini GT              | 19 |
| 22              | T 1.3  | 95  | Grafo Brussel                | Tony Mercx                  | Austin Mini-Cooper S        | 19 |
| 23              | GT 1.0 | 68  | Gerd Rustige                 | Gerd Rustige                | NSU Spider                  | 19 |
| 24              | T 1.3  | 84  | Heinrich Östreich            | Heinrich Östreich           | Glas 1304                   | 19 |
| 25              | T 1.3  | 89  | Alfred Krause                | Alfred Krause               | Renault R8                  | 19 |
| 26              | S 1.3  | 45  | Richard Joseph               | Richard Joseph              | Diva GT                     | 19 |
| 27              | T 1.6  | 76  | Auto Fox Racing              | Siegfried Dau               | Alfa Romeo GTA              | 18 |
| 28              | T 1.0  | 102 | Ian Alexander                | Ian Alexander               | Austin Mini-Cooper S        | 18 |
| 29              | S 1.6  | 34  | Robbie Gordon                | Peter Jackson               | Lotus Elan                  | 18 |
| 30              | T 700  | 115 | Renngemeinschaft Langenfeld  | Jürgen Lenk                 | BMW 700S                    | 18 |
| 31              | GT 1.0 | 59  | Wilfried Zahn                | Wilfried Zahn               | Honda S800                  | 18 |
| 32              | GT 1.0 | 60  | Sieglar Renngemeinschaft     | Armin Siefener              | Honda S800                  | 18 |
| 33              | T 1.6  | 75  | Humoristica                  | Alex Aebersold              | Alfa Romeo GTA              | 18 |
| 34              | T 1.3  | 87  | Georges Houel                | Georges Houel               | Renault R8                  | 18 |
| 35              | GT 1.0 | 65  | Heinz Schondelmaier          | Heinz Schondelmaier         | NSU Spider                  | 18 |
| 36              | T 1.0  | 106 | Gerhard Wiedemann            | Gerhard Wiedemann           | NSU Prinz                   | 18 |
| 37              | T 700  | 119 | Wilfried Menden              | Wilfried Menden             | Steyr-Puch 600TR            | 18 |
| 38              | GT 1.3 | 53  | Scuderia Sant Ambroeus       | Girolamo Capra              | Lancia Fulvia HF            | 18 |
| 39              | GT 1.0 | 66  | Willibald Graul              | Willibald Graul             | NSU Spider                  | 18 |
| 40              | GT 1.0 | 69  | Achim Zerbe                  | Achim Zerbe                 | NSU Spider                  | 18 |
| 41              | T 700  | 118 | Horst Linz                   | Horst Linz                  | BMW 700                     | 17 |
| 42              | T 700  | 114 | Anton Schramm                | Anton Schramm               | BMW 700                     | 17 |
| Nicht klassiert |        |     |                              |                             |                             |    |
| 43              | P 1.3  | 18T | Richard Groves               | Mike Pignéguy               | Austin Mini-Cooper S        |    |
| Ausgefallen     |        |     |                              |                             |                             |    |
| 44              | P 1.6  | 9   | Team Elite                   | Trevor Taylor               | Lotus 47                    | 17 |
| 45              | P 1.6  | 1   | Automobiles Alpine           | Henri Grandsire             | Alpine A210                 |    |
| 46              | P 1.6  | 3   | Automobiles Alpine           | Patrick Depailler           | Alpine A210                 |    |
| 46              | P 1.6  | 4   | Automobiles Alpine           | Mauro Bianchi               | Alpine A210                 |    |
| 47              | P 1.6  | 7   | Chevron Cars                 | Peter Taggart               | Chevron B3                  |    |
| 48              | P 1.6  | 10  | Christopher St. Quintin      | Christopher St. Quintin     | Abarth 1600 OT              |    |
| 49              | P 1.6  | 12  | Chris Barber                 | John Hine                   | Lotus 47                    |    |
| 50              | P 1.3  | 20  | Marcos                       | Joey Cook                   | Marcos Mini GT              |    |
| 51              | P 1.3  | 24  | Helmut Krause                | Helmut Krause               | Abarth 1300 OT              |    |
| 52              | S 1.6  | 32  | Chris Barber                 | Ray Adlam                   | Lotus Elan                  |    |
| 53              | S 1.6  | 35  | Lotus Sweden                 | Per Brandström              | Lotus Elan                  |    |
| 54              | S 1.6  | 37  | Manfred Hartung              | Manfred Hartung             | Alfa Romeo Giulia TZ        |    |
| 55              | S 1.6  | 38  | Keith Burnand                | Keith Burnand               | Lotus Elan                  |    |
| 56              | S 1.3  | 47  | Diva                         | John Bloomfield             | Diva GT                     |    |
| 57              | GT 1.3 | 51  | Matra Benelux                | „Jean Pier“                 | Matra Djet 5S               |    |
| 58              | GT 1.3 | 52  | Matra Benelux                | David van Lennep            | Matra Djet 5S               |    |
| 59              | GT 1.3 | 54  | Glas                         | Karl Herd                   | Glas 1300 GT                |    |
| 60              | GT 1.3 | 54  | Gerhard Bodmer               | Gerhard Bodmer              | Glas 1300 GT                |    |
| 61              | T 1.6  | 74  | Tom Clapham                  | Geoff Breakell              | Alfa Romeo GTA              |    |
| 62              | T 1.3  | 82  | Richard Miles                | Roger Heavens               | Austin Mini-Cooper S        |    |
| 63              | T 1.3  | 85  | Richard Höhfeld              | Richard Höhfeld             | Glas 1304                   |    |
| 64              | T 1.3  | 86  | Charles Mynott               | Charles Mynott              | Austin Mini-Cooper          |    |
| 65              | T 1.3  | 88  | Mille Miglia                 | Pierre Chausse              | Glas 1304                   |    |
| 66              | T 1.3  | 90  | Dieter Mohr                  | Horst Eiteneuer Dieter Mohr | Alfa Romeo 1300 GT Junior   |    |
| 67              | T 1.3  | 91  | Ragnar Eklund                | Ragnar Eklund               | Austin Mini-Cooper          |    |
| 68              | T 1.3  | 92  | Thierry Béguelin             | Thierry Béguelin            | Renault R8                  |    |
| 69              | T 1.3  | 94  | Horst Rack                   | Horst Rack                  | Glas 1304                   |    |
| 70              | T 1.3  | 96  | Picko Troberg                | Picko Troberg               | Austin Mini-Cooper          |    |
| 71              | T 1.3  | 97  | Stiletto                     | Bill Vanderford             | Austin Mini-Cooper          |    |
| 72              | T 1.3  | 98  | Renngemeinschaft Langenfeld  | Helmut Eck                  | Glas 1304                   |    |
| 73              | T 1.0  | 104 | Heinrich Wiese               | Heinrich Wiese              | DKW F 12                    |    |
| 74              | T 1.0  | 105 | Karl-Heinz Scholl            | Karl-Heinz Scholl           | Fiat-Abarth 1000 Berlinetta |    |
| 75              | T 1.0  | 108 | Abarth Deutschland           | Willi Kauhsen               | Fiat-Abarth 1000 Berlinetta |    |
| 76              | T 1.0  | 109 | Abarth Deutschland           | Hans Hessel                 | Fiat-Abarth 1000 Berlinetta |    |
| 77              | T 700  | 112 | Hans-Jürgen Drexl            | Hans-Jürgen Drexl           | BMW 700                     |    |
| 78              | T 700  | 113 | Heinz-Josef Derichs          | Heinz-Josef Derichs         | BMW 700                     |    |
| 79              | T 700  | 116 | Wolfgang Frye                | Wolfgang Frye               | Steyr-Puch 600TR            |    |
| 80              | T 700  | 117 | Peter Otto                   | Peter Otto                  | BMW 700                     |    |
| Nicht gestartet |        |     |                              |                             |                             |    |
| 81              | S 1.6  | 33  | Formel Rennsport Club Zurich | Willy Elsinger              | Lotus Elan                  | 1  |
| 82              | S 1.3  | 48  | Diva                         | John Corfield               | Diva GT                     | 2  |
| 83              | P 1.3  | 18  | Richard Miles                | Mike Pignéguy               | Austin-Healey Sprite        | 3  |

1 nicht gestartet
2 Wagenbrand im Training
3 Unfall im Training

### Nur in der Meldeliste
Hier finden sich Teams, Fahrer und Fahrzeuge, die ursprünglich für das Rennen gemeldet waren, aber aus den unterschiedlichsten Gründen daran nicht teilnahmen.
| Pos. | Klasse | Nr. | Team                   | Fahrer             | Chassis                     |
| ---- | ------ | --- | ---------------------- | ------------------ | --------------------------- |
| 84   | P 1.6  | 8   | Ecurie Biennoise       | Robert Huber       | Lotus 47                    |
| 85   | P 1.6  | 11  | Coburn                 | Jack Wheeler       | Austin-Healey Sprite        |
| 86   | P 1.6  | 14  | Raymond Nash           | Raymond Nash       | Tavenor                     |
| 87   | P 1.3  | 19  | Mark Konig             | Gabriele Konig     | Austin-Healey Sprite        |
| 88   | P 1.3  | 26  | Peter Anslow           | Peter Anslow       | Marcos Mini GT              |
| 89   | S 1.6  | 36  | Lotus Sweden           | Rolf Örell         | Lotus Elan                  |
| 90   | GT 1.0 | 62  | Corsaires              | Heinz Schulthess   | Honda S800                  |
| 91   | GT 1.0 | 63  | Steinwinter Automobile | Martin Braungart   | Honda S800                  |
| 92   | GT 1.0 | 67  | Heinz Esser            | Heinz Esser        | NSU Spider                  |
| 93   | GT 1.0 | 70  | Josef Weber            | Josef Weber        | NSU Spider                  |
| 94   | T 1.3  | 83  | Phil de Banks          | Phil de Banks      | Austin Mini-Cooper          |
| 95   | T 1.3  | 93  | J. A. Woodhouse        | Christian Schmarje | Austin Mini-Cooper          |
| 96   | T 1.3  | 93  | John Aley              | John Aley          | Fiat-Abarth 1000 Berlinetta |

### Klassensieger
| Klasse | Fahrer                 | Fahrzeug                    | Platzierung im Gesamtklassement |
| ------ | ---------------------- | --------------------------- | ------------------------------- |
| P 1.6  | Roger Delageneste      | Alpine A210                 | Gesamtsieg                      |
| P 1.3  | John Moore             | Ginetta G12                 | Rang 9                          |
| S 1.6  | James-Bernard Fortmann | Lotus Elan                  | Rang 14                         |
| S 1.3  | Ernst Furtmayr         | Abarth 1300 OT              | Rang 2                          |
| GT 1.3 | Girolamo Capra         | Lancia Fulvia HF            | Rang 38                         |
| GT 1.0 | Tetsu Ikuzawa          | Honda S800                  | Rang 11                         |
| T 1.6  | Herbert Schultze       | Alfa Romeo GTA              | Rang 6                          |
| T 1.3  | Toni Brenn             | Alfa Romeo 1300 GT Junior   | Rang 13                         |
| T 1.0  | Gustav-Dieter Edelhoff | Fiat-Abarth 1000 Berlinetta | Rang 19                         |
| T 700  | Heinz Liedl            | Steyr-Puch 600TR            | Rang 20                         |

### Renndaten
- Gemeldet: 96
- Gestartet: 80
- Gewertet: 42
- Rennklassen: 10
- Zuschauer: unbekannt
- Wetter am Renntag: kühl und nebelig
- Streckenlänge: 22,835 km
- Fahrzeit des Siegerteams: 3:40:25,700 Stunden
- Gesamtrunden des Siegerteams: 22
- Gesamtdistanz des Siegerteams: 502,370 km
- Siegerschnitt: 136,600 km/h
- Pole Position: Mauro Bianchi – Alpine A210 (#4) – 9:23,900 = 145,781 km/h
- Schnellste Rennrunde: Henri Grandsire – Alpine A210 (#1) – 9:30,500 = 144,000 km/h
- Rennserie: 14. Lauf zur Sportwagen-Weltmeisterschaft 1967